# PSR B1931+24
PSR B1931+24 – pulsar położony w gwiazdozbiorze Liska, pierwszy odkryty pulsar z przerywanym sygnałem. Jego okres rotacji wynosi 0,8 s z współczynnikiem wypełnienia ok. 10%. Pulsar okresowo, co mniej więcej 35 dni „wyłącza się”. Obecnie nie istnieją jeszcze żadne teorie wyjaśniające w jaki sposób pulsar może przestać wysyłać sygnały i zachowanie PSR B1931+24 nie zostało jeszcze wyjaśnione.